# 刘仁景
刘仁景（633年—710年1月19日），京兆郡池阳县（今陕西省泾阳县北）人，唐朝官员。凌烟阁功臣刘弘基的从子。
刘仁景在李贞之乱时，为齐州长史。历任沂州、鄜州刺史。入朝为将作监，司仆卿，将作大匠，右卫将军、司农卿，转任右金吾大将军、副京师留守。唐中宗神龙初年，再拜司农卿。神龙三年（707年），为右羽林将军。节愍太子李重俊杀武三思，纵兵索拿韦后及安乐公主。韦后、安乐公主拥中宗驰赴玄武门楼，召左羽林将军刘仁景等，令率留军飞骑百余人在楼下列守，抵拒李重俊。宰相杨再思、苏瓌、李峤及宗楚客、纪处讷统兵二千余人守太极殿，李重俊属下的李多祚的兵马不得进。李重俊兵变失败。刘仁景封舒国公（《元和姓纂》作沛公），景龙三年十二月十五日，刘仁景去世于长安光德里私第，享年七十七岁。